# Morata de Jiloca
Morata de Jiloca – gmina w Hiszpanii, w prowincji Saragossa, w Aragonii, o powierzchni 23,09 km². W 2011 roku gmina liczyła 280 mieszkańców.